# Астрагал нутовий
Астрагал нутовий (Astragalus cicer) — вид рослин родини бобові (Fabaceae), поширений у Євразії, інтродукований в Канаді, США.

## Опис
Багаторічна трава 20–80 см завдовжки. Стебла висхідні або розпростерті. Листки із 17—31 еліптичних або довгасто-ланцетних листочків. Суцвіття колосоподібно-головчасті, довгасто-овальні або довгасті, на коротких квітконосах. Чашечка дзвонова, розкривається після відцвітання. Боби яйцювато-кулясті або кулясті, роздуті, густо-чорно-волосисті, 8–12 мм завдовжки, не включені у чашечку.

## Поширення
Поширений у Європі (Австрія, Бельгія, Чехія, Словаччина, Німеччина, Угорщина, Польща, Швейцарія, Білорусь, Естонія, Латвія, Литва, Молдова, Росія, Україна (у тому числі Крим), Болгарія, колишня Югославія, Італія (пн.), Румунія, Франція, Іспанія (пн. та сх.)) й Азії (Туреччина (сх.), Вірменія, Азербайджан, Грузія, зх. Сибір); інтродукований до США й Канади.
В Україні зростає у степах, на лісових галявинах, луках, лугових і степових схилах, у чагарниках — на всій території.

## Використання
Рослина може бути використана для стабілізації ґрунту, на сіно або для випасу худоби.

## Галерея

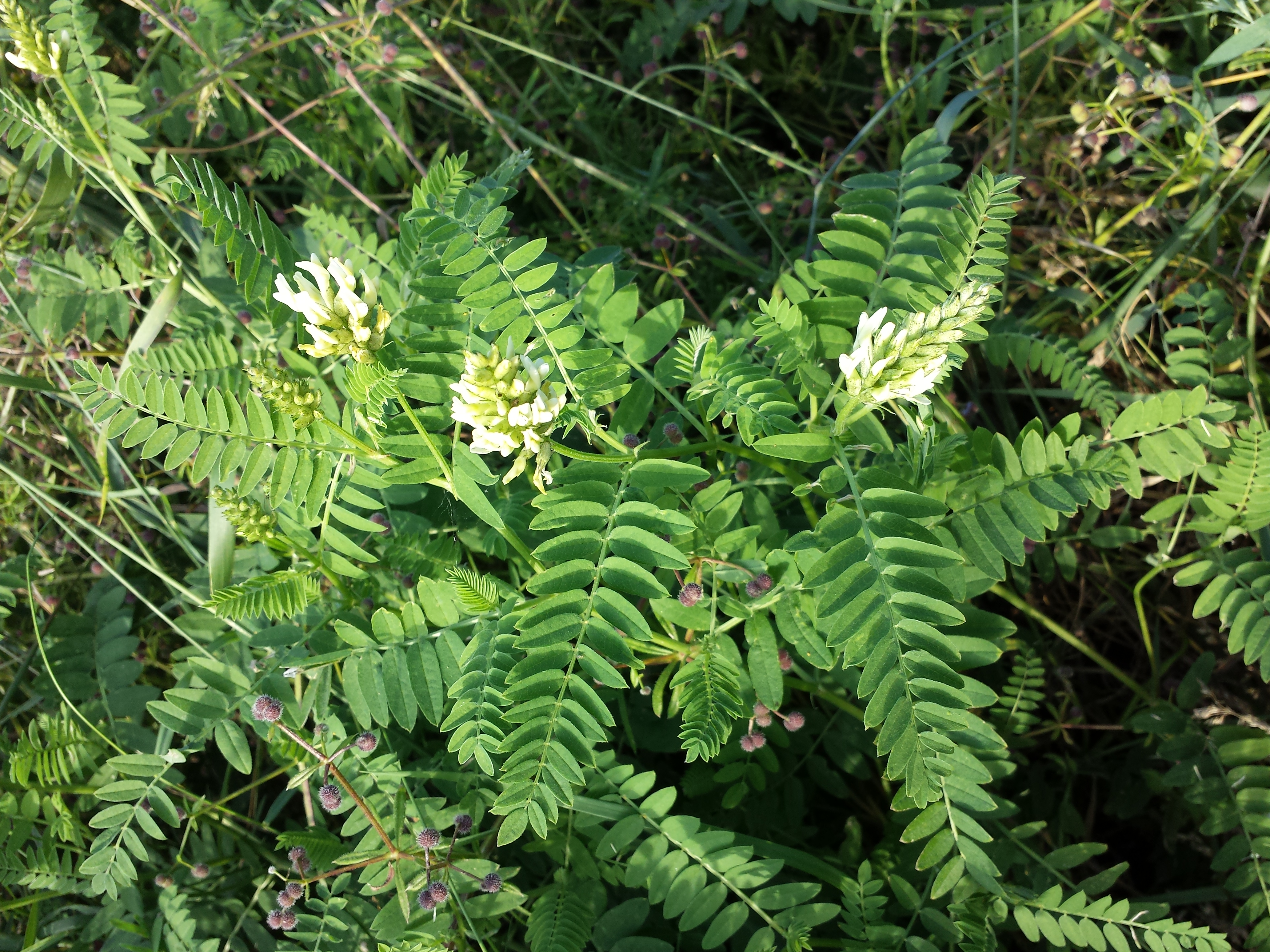
загальний вигляд
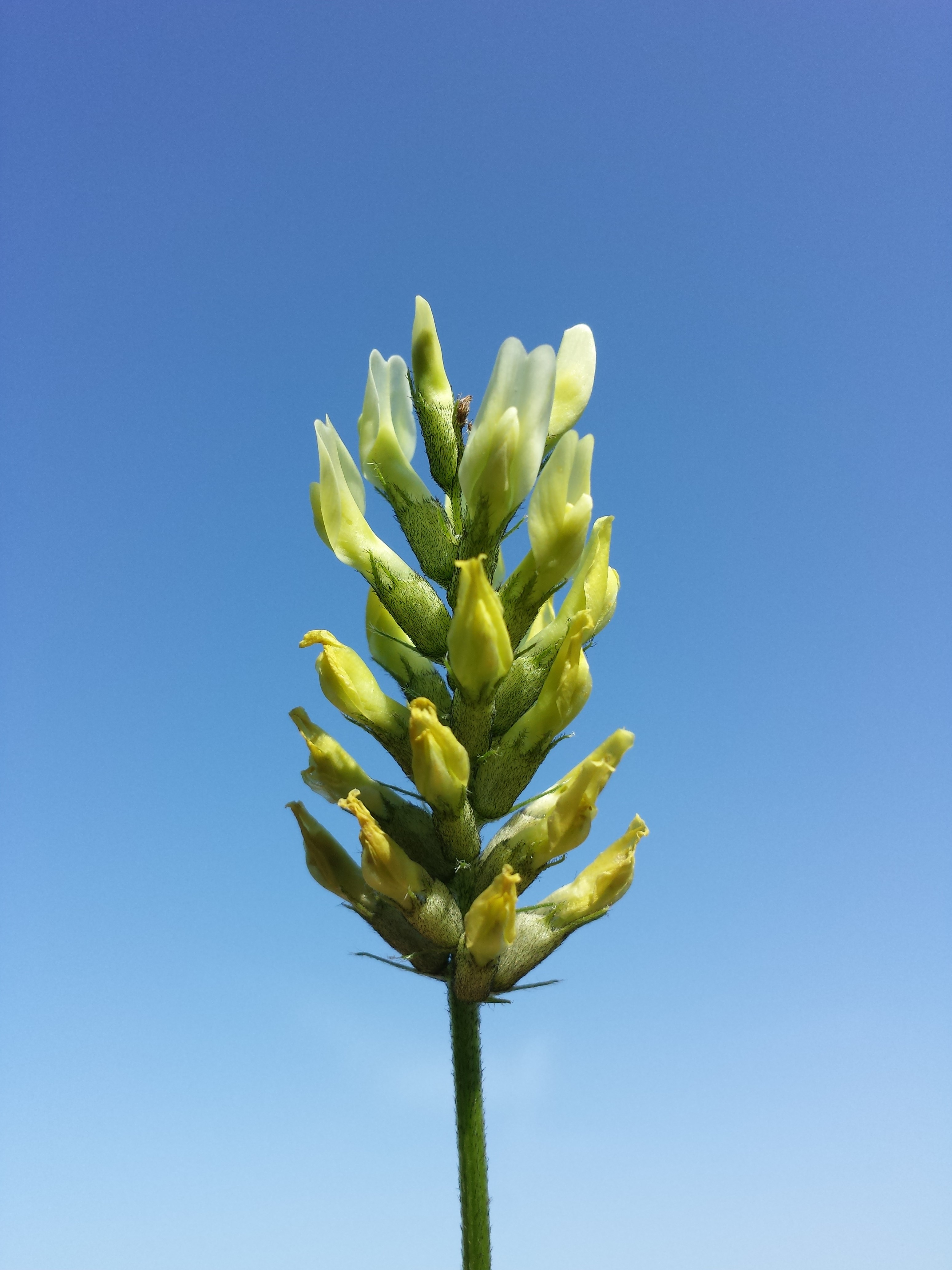
суцвіття
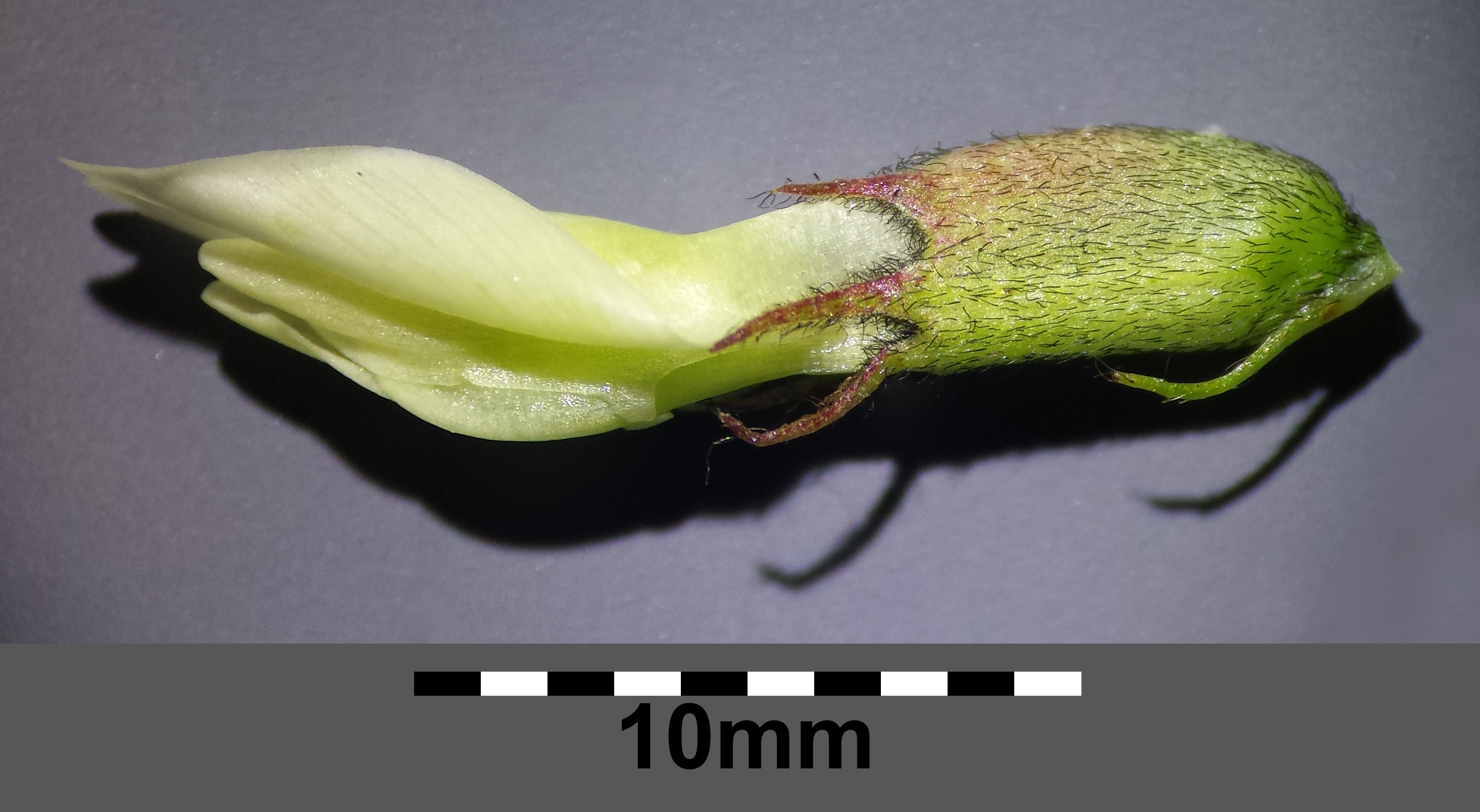
квітка
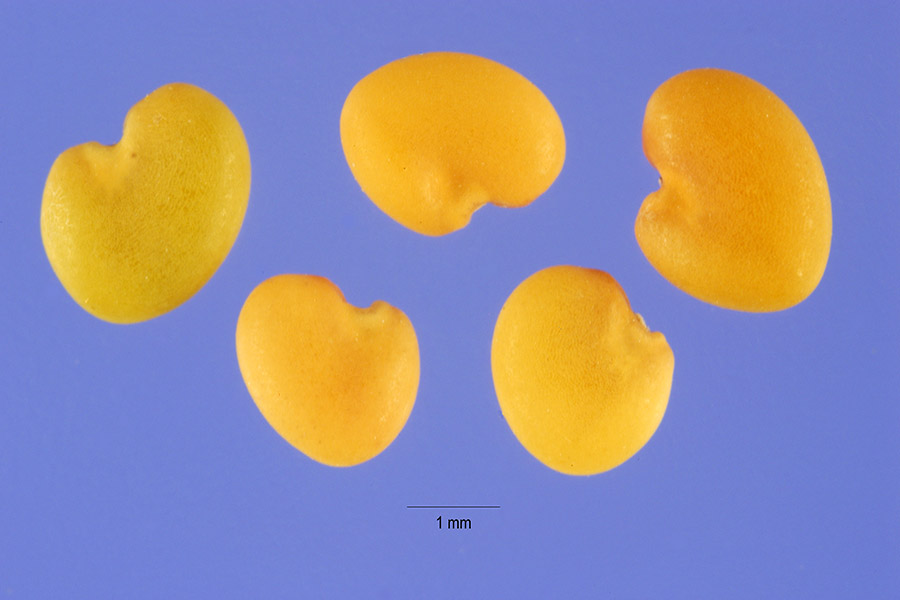
насіння
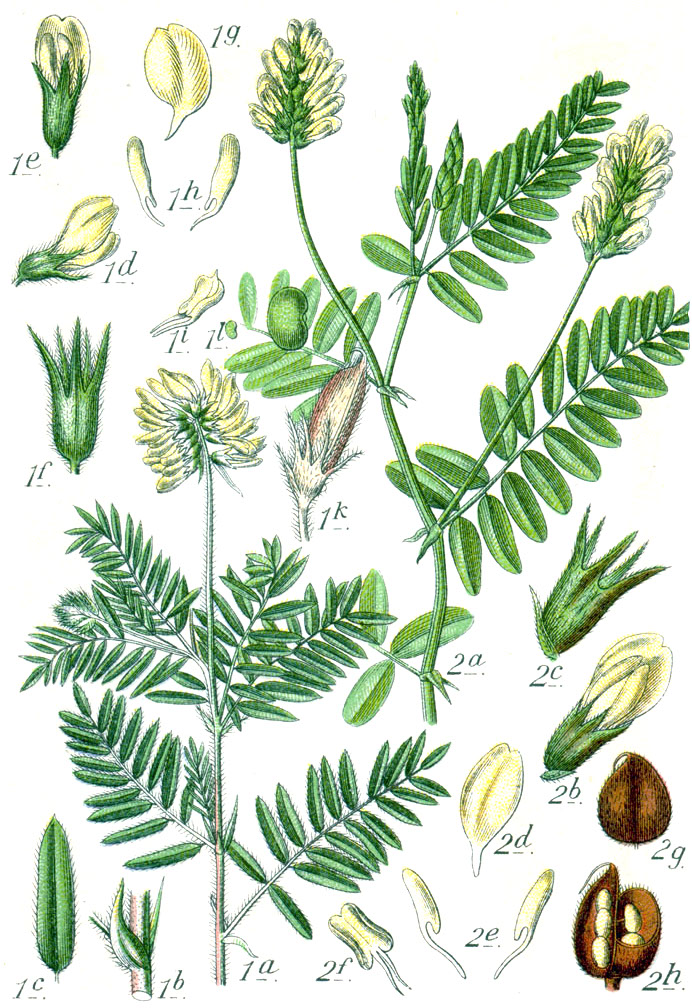
ілюстрація: 2. Astragalus cicer L.